# Condado de Grayson (Kentucky)
O Condado de Grayson é um dos 120 condados do estado americano de Kentucky. A sede do condado é Leitchfield, e sua maior cidade é Leitchfield. O condado possui uma área de 1 323 km² (dos quais 19 km² estão cobertos por água), uma população de 24 053 habitantes, e uma densidade populacional de 18 hab/km² (segundo o censo nacional de 2000). O condado foi fundado em 1810. O condado proíbe a venda de bebidas alcoólicas.